# Rabeprazol
El rabeprazol es un fármaco inhibidor de la bomba de protones en el estómago usado en el tratamiento a corto plazo de las erosiones y úlceras causadas por enfermedades de reflujo gastroesofágico. También se indica para el tratamiento de enfermedades en la que el organismo produce un exceso de ácido gástrico, como en el síndrome de Zollinger-Ellison. Puede indicarse en la triple terapia que se administra para la erradicación del Helicobacter pylori.

## Farmacología
Rabeprazol es un profármaco, es decir, una droga inactiva que después de su biotransformación se vuelve un agente activo, metabolizado en un 80% en el plasma sanguíneo y en un 20% por el citocromo P450 del hígado. El rabeprazol tiene una biodisponibilidad cercana al 50% y una vida media corta menor de 2 horas. La presentación intravenosa tiene las mismas características que la presentación oral, en el que solo actúan sobre la secreción de ácido activa y no sobre las vesículas intracelulares que no se han activado aún.

## Efectos adversos
Los inhibidores de la bomba de protones son medicinas bien toleradas, incluyendo el rabeprazol, siendo la aparición de reacciones adversas en menos del 5% de la población. Las reacciones más frecuentes son dolor de cabeza, diarrea, vómitos, estreñimiento, dolor abdominal y, raramente, picazón e hinchazón.
Una disminución de la acidez gástrica puede alterar la absorción de fármacos que dependen del ácido estomacal para una buena biodisponibilidad, tal es el caso del ketoconazol y la digoxina. El rabeprazol, tal como el pantoprazol, no tiene interacciones medicamentosas de importancia, como en el caso de otros inhibidores de la bomba de protones, como el omeprazol.
El rabeprazol no debe ser administrado en pacientes con insuficiencia hepática aguda sin el consentimiento de un profesional de la salud cualificado. No se conocen suficientes datos de la seguridad y efectividad del rabeprazol en pacientes pediátricos menores de 18 años, por lo que su uso en esta población de pacientes no es recomendada. El rabeprazol no debe ser tomado durante el embarazo o durante la lactancia materna sin la supervisión de un profesional de la salud especializado.
Es probable que el rabeprazol cause una forma de neumonía intersticial en pacientes susceptibles.
Se han reportado recientemente la aparición de cambios atróficos en la mucosa del estómago con el uso extenso y prolongado de inhibidores de la bomba de protones, sin embargo, no se ha demostrado que haya cambios inflamatorios ni de atrofia con la administración de rabeprazol en pacientes con reflujo gastroesofágico.